# Michail Illarionovič Kutuzov
Michail Illarionovič kníže Goleniščev-Kutuzov-Smolenskij (rus. Михаи́л Илларио́нович Голени́щев-Куту́зов-Смоленский, 5. záříjul./ 16. září 1745greg. nebo 5. záříjul./ 16. září 1747greg. Petrohrad, Ruské impérium – 16. dubnajul./ 28. dubna 1813greg. Bolesławiec, Slezsko, dnešní Polsko) byl ruský vojevůdce z období napoleonských válek.

## Život

### Narození
Jediný syn generálporučíka a senátora Illariona Matvějeviče Goleniščev-Kutuzova (1717–1784) a jeho ženy Anny Illarionovny rozené Beklemišové. Za datum Kutuzovova narození byl donedávna považován rok 1745 uvedený na jeho náhrobku, ale údaje z řady formulářů z let 1769, 1785, 1791 a osobních dopisů ukazují na pravděpodobný rok narození 1747. Rok narození 1747 uvádí i řada novějších biografií.

### Začátek kariéry
Od sedmi let se Michail učil doma, v červnu 1759 nastoupil do Šlechtické dělostřelecké a inženýrské akademie, ve které dělostřelecké předměty vyučoval jeho otec. Již v prosinci tohoto roku získává Kutuzov vojenskou hodnost konduktora 1. třídy (nižší poddůstojník/stevard) se složením přísahy a přiznáním žoldu. Talentovaný mladík se zapojuje do výuky důstojníků.
V únoru 1761 Michail zakončil školu a s hodností inženýra-praporčíka na ní zůstal jako vyučující matematiky. Roku 1762 byl jmenován velitelem roty Astrachaňského pěchotního pluku, kterému v té době velel plukovník Alexandr Vasiljevič Suvorov. Od roku 1764 pod velením velitele ruských vojsk v Polsku generálporučíka I. I. Vejmarna velel malým oddílům, zasahujícím proti polskému odboji.

### Rusko-turecké války
Velký význam ve formování Kutuzova coby vojevůdce měla bojová zkušenost, kterou získal v období rusko-tureckých válek ve 2. polovině 18. století pod vedením vojevůdců P. A. Rumjanceva a A. V. Suvorova.
V průběhu rusko-turecké války (1768–1774) se Kutuzov jako řadový a štábní důstojník účastnil v bojích u Rjabé mohyly, Largy a Kahulu. Roku 1770 byl pak převelen k 1. armádě generál-feldmaršála Rumjanceva. Za své vojenské úspěchy byl v prosinci 1771 povýšen na podplukovníka. V červenci 1774 během bojů u vsi Šumy (dnes Kutuzovka) severně od Alušty byl Kutuzov, velící praporu, těžce raněn kulkou, která mu prorazila levý spánek a vylétla u pravého oka – to následkem zranění trvale osleplo. Carevna ho vyznamenala vojenským řádem sv. Jiří 4. třídy a odeslala ho na státní výlohy léčit do zahraničí. Dva roky léčení využil Kutuzov pro další vojenské vzdělávání.
Po návratu do Ruska roku 1776 se vrátil do vojenské služby. Zpočátku organizoval jednotky lehkého jezdectva, roku 1777 byl povýšen na plukovníka a jmenován velitelem Luhanského kopinického pluku, dislokovaného v přístavu Azov u ústí řeky Don. Na Krym byl převelen roku 1783 jako velitel Mariupolského lehkého jezdeckého pluku. V listopadu 1784, po úspěšném potlačení povstání na Krymu, dostal hodnost generálmajora. Od roku 1785 byl velitelem jím zformovaného Bugského mysliveckého sboru. Pro svoji jednotku vypracoval nové taktické způsoby boje a popsal je ve zvláštní příručce. Když roku 1787 začala další válka s Tureckem, bránil se svým sborem hranice podél Jižního Bugu.
V létě 1788 se se svým sborem účastnil obléhání Očakiva. Zde byl v srpnu 1788 podruhé těžce raněn do hlavy. Tentokrát kulka prorazila tvář a vyšla zátylkem. Kutuzov přežil a roku 1789 převzal samostatný sbor, se kterým obsadil Akkerman, bojoval u Căuşeni a vedl zteč Bender.
V prosinci 1790 se vyznamenal při útoku a obsazení Izmailu, kde velel 6. koloně, jdoucí na zteč pevnosti. Generál Suvorov v hlášení popsal jeho činy následovně:

„Ukazuje osobní příklad statečnosti a neohroženosti, pod těžkou palbou nepřítele překonal veškeré překážky; překonal palisádu, předešel protiakci Turků, rychle vystoupal na zdi pevnosti, dobyl baštu a mnoho baterií… Generál Kutuzov útočil na mém levém křídle; ale byl mojí pravou rukou.“
Po dobytí Izmailu Kutuzova povýšili na generálporučíka, vyznamenali řádem sv. Jiří 3. stupně a jmenovali ho velitelem obsazené pevnosti. Odrazil pokusy Turků o ovládnutí Izmailu a 16. června 1791 neočekávaným útokem rozprášil třiadvacetitisícové turecké vojsko u Babadagu. V bitvě u Măcinu v červnu 1791 pod velením knížete Repnina Kutuzov způsobil zdrcující porážku pravému křídlu tureckých vojsk. Za vítězství u Măcinu pak obdržel řád sv. Jiří 2. stupně.

### Konec 18. století
V roce 1792 se Kutuzov zúčastnil rusko-polské války, v následujícím roce se vypravil jako zvláštní vyslanec do Turecka, kde ve prospěch Ruska vyřešil řadu závažných otázek a významně přispěl ke zlepšení vzájemných vztahů.
V roce 1795 byl jmenován hlavním velitelem všech pozemních vojsk, loďstva a pevností ve Finsku a současně ředitelem Pozemního šlechtického kadetského sboru v Sankt-Petěrburgu. Hodně udělal pro vylepšení přípravy nových důstojníků: vyučoval taktiku, vojenskou historii a další předměty. Kateřina II. ho denně zvala do své společnosti, strávil s ní i poslední večer před jejím skonem.
Na rozdíl od mnohých jiných oblíbenců vládkyně si Kutuzov udržel své postavení i za vlády nového cara Pavla I. Úspěšně splnil diplomatickou misi do Pruska: během dvouměsíčního pobytu v Berlíně dokázal Prusko získat na stranu Ruska proti Francii. Byl litevským (1799–1801) a (po nástupu Alexandra I. na trůn) petrohradským (1801–1802) vojenským gubernátorem.
Roku 1802 Kutuzov upadl v nemilost cara Alexandra I., byl odvolán z funkcí a žil na svém panství v Goroškách. V armádě zůstával zařazen coby velitel Pskovského mušketýrského pluku.

### Napoleonské války (1805)

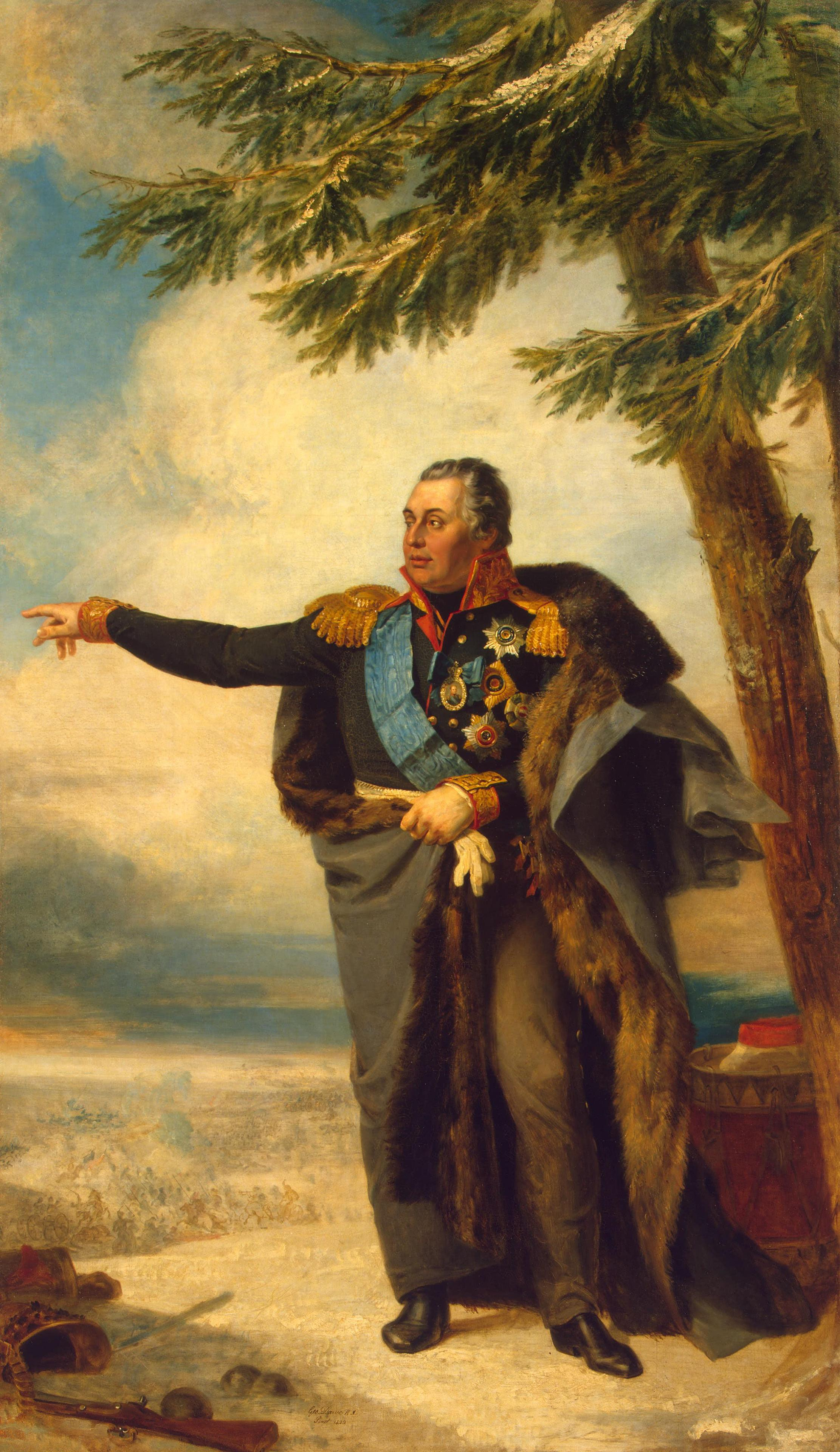
Portrét M. I. Kutuzova.
G. Dawe, 1829

Roku 1804 Rusko vstoupilo do koalice proti Napoleonovi a roku 1805 ruská vláda poslala do Rakouska dvě armády; vrchním velitelem jedné z nich (Podolské armády) byl jmenován Kutuzov. V srpnu 1805 se ruská armáda (50 000 mužů, 377 děl a 16 076 koní) pod jeho velením přesunula do Rakouska. Rusové urychleně postupovali přes Moravu a Dolní Rakousko do Bavorska, kde měli podpořit rakouskou armádu pod velením generála Macka. V polovině října dorazili na bavorskou hranici, ale rakouská armáda, se kterou se měli spojit, byla již poražena Napoleonem v bitvě u Ulmu. Kutuzovova armáda tak zůstala osamocena proti protivníkovi, který měl asi trojnásobnou převahu sil.
Aby ochránil vojsko, provedl Kutuzov ústupný manévr o délce 425 km od Braunau k Olomouci, během kterého porazil oddíly francouzských maršálů Murata u Amstettenu a Mortiera u Dürnsteinu. Úspěšně se mu tím podařilo vyvést svoji armádu z hrozícího obklíčení. V týlu kryl ústup ruské armády generál Bagration, který se utkal s Francouzi v bitvě u Schöngrabernu (Grabern). Tento pochod vešel do historie vojenství jako vynikající vzor strategického manévru. Od Olomouce chtěl Kutuzov odvést armádu k ruským hranicím, aby odtud po příchodu ruských posil ze severní Itálie přešel do protiútoku.
Napoleon mezitím obsadil Vídeň a severně od Dunaje mohl operovat ztenčenými silami. Kutuzovova Podolská armáda se spojila s Volyňskou armádou generála Buxhöwdena a s jednotkami rakouských vojsk. Navzdory Kutuzovovu názoru, na naléhání ruského cara Alexandra I. a rakouského císaře Františka I., kteří byli povzbuzeni svojí mírnou početní převahou nad Francouzi, přešly spojenecké armády do útoku.

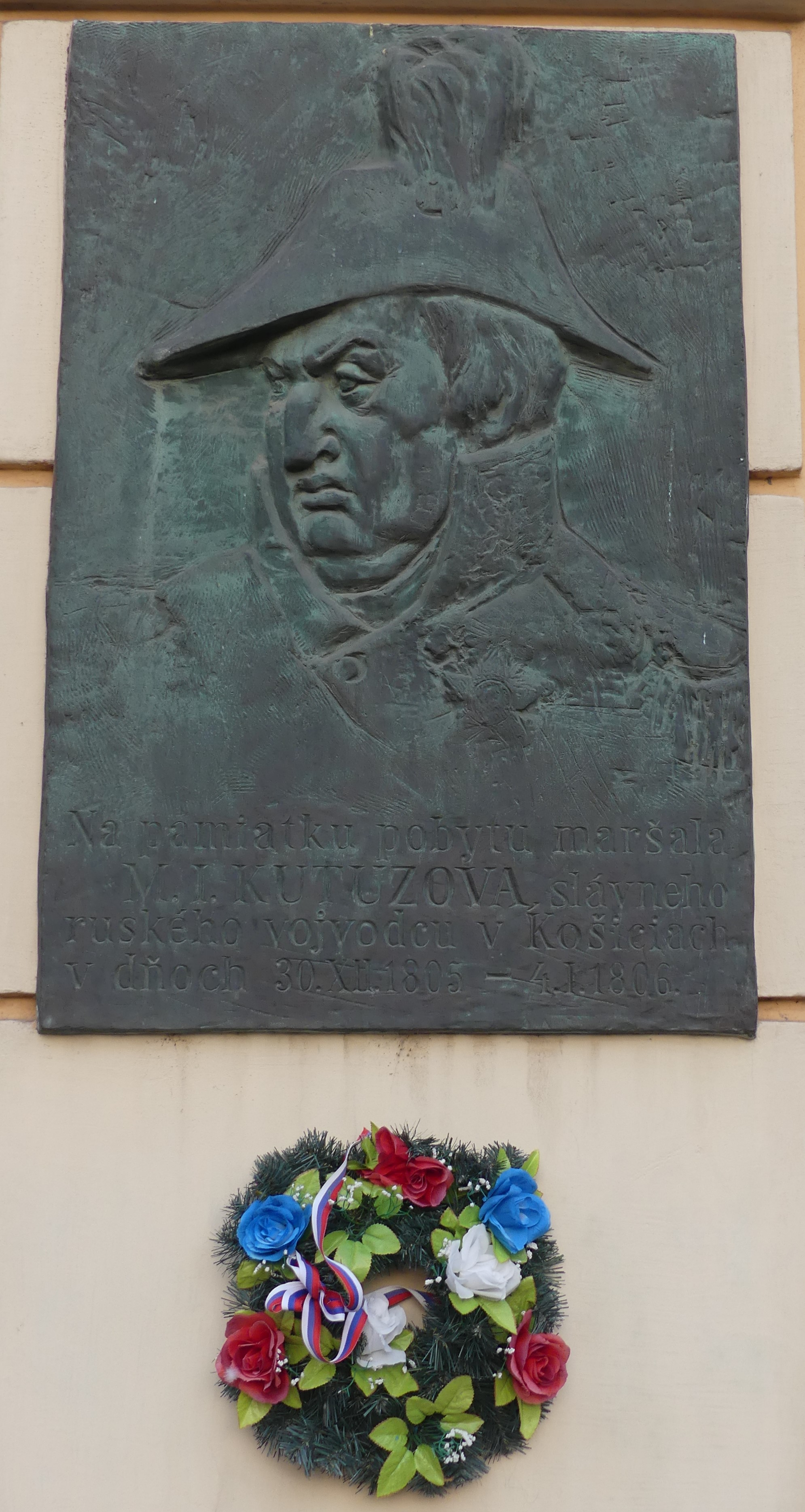
Pamětní deska pobytu M. I. Kutuzova v Košících ve dnech 30. 12. 1805 až 4. 1. 1806.

Dne 2. prosince 1805 došlo k bitvě u Slavkova. Bitva skončila naprostou porážkou Rusů a Rakušanů. Sám Kutuzov byl lehce raněn kulkou do tváře, padl zde i jeho zeť – baron Tiesenhausen. 
Car Kutuzova nahlas neobviňoval a v únoru 1806 ho vyznamenal řádem sv. Vladimíra 1. stupně, nicméně osobně mu prohru u Slavkova nikdy neodpustil (přesto že ji zavinil sám Alexandr I.). V dopise sestře z 18. září 1812 Alexandr I. vyjádřil svůj skutečný vztah k vojevůdci takto: „…při vzpomínce, co se stalo u Slavkova kvůli prolhanému Kutuzovově charakteru…“
V září 1806 byl Kutuzov jmenován vojenským gubernátorem Kyjeva. V březnu 1808 byl jmenován velitelem sboru Moldavské armády. Kvůli sporům s vrchním velitelem armády polním maršálem Prozorovským, které se týkaly otázek dalšího vedení války, byl Kutuzov v červnu 1809 odvelen jako vojenský gubernátor do Litvy.

### Třetí válka s Tureckem (1811)

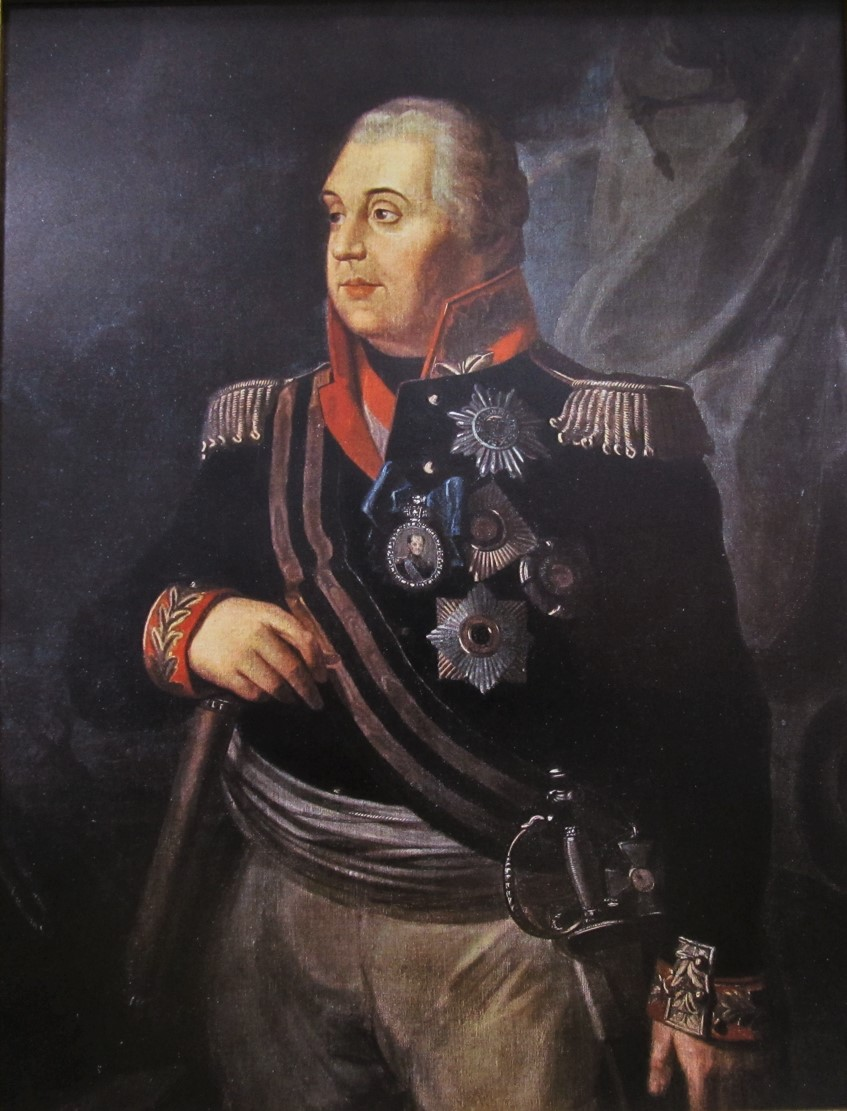
Generál Kutuzov
R. M. Volkov, 1813

Roku 1811 se válka s Tureckem dostala do slepé uličky. Zahraničněpolitická situace vyžadovala efektivní činy a proto car Alexandr I. znovu jmenoval Kutuzova hlavním velitelem Moldavské armády místo zemřelého N. Kamenského. Dne 13. dubna 1811 přijel Kutuzov do Bukurešti a převzal velení armády, oslabené odvoláním pěti divizí na obranu západní hranice před hrozbou napoleonských vojsk. Na celém vybojovaném území v severním Bulharsku zůstalo kolem 45 000 ruských vojáků (27 000 pěšáků, 13 700 jezdců a 4 500 dělostřelců), proti nim stálo asi 80 000 Turků rozložených v balkánských horách.
Ruská armáda byla rozmístěna podél Dunaje od Vidinu až k moři po linii, která činila 1 000 kilometrů. Navíc bránila pevnosti Nikopol, Ruščuk a Silistra. Turecká armáda se soustředila proti středu ruských pozic, kde obsadila mohutné pevnosti Šumlu a Vidin. Krom toho byl neschopný turecký velitel vezír Jusuf-paša nahrazen energickým Ahmedem-pašou. Laz Aziz Ahmed Paša chystal ofenzivu s cílem obsadit s šedesátitisícovou armádou Razgrad, poté Ruščuk. Kutuzov nechal část z dunajských pevností opustit, vyhodit do povětří a zkoncentroval své síly pro obranu hlavní cesty na Bukurešť u Ruščuku.
Počátkem léta 1811 vytáhla turecká armáda od Šumly směrem k Ruščuku. V bitvě u Ruščuku 22. června 1811 šedesáti tisíc Turků napadlo patnáctitisícovou ruskou armádu. Rusům se dělostřeleckou palbou a protiútoky podařilo drtivě porazit protivníka, a položili tak základ k rozpadu turecké armády. Ztráty byly kolem 500 lidí na ruské a 5 000 lidí na turecké straně. Ahmed-paša ustoupil a začal se zakopávat v očekávání Kutuzovova útoku. Kutuzov však nechal zničit rušskou pevnost a se svou armádou záměrně ustoupil na levý břeh Dunaje. Tím donutil nepřítele vzdálit se při pronásledování od základen. Nato zablokoval část turecké armády, která se přepravila přes Dunaj u Slobozie. Sám pak vyslal začátkem října přes Dunaj sbor generála Markova, s úkolem zaútočit na zbylé turecké vojáky na jižním břehu. Markov napadl nepřátelskou základnu, ovládl ji a z ukořistěných tureckých děl začal ostřelovat hlavní tábor velkovezíra Ahmeda za řekou. V obklíčeném táboře brzy propukl hladomor a nemoci, Ahmed-paša tajně opustil armádu, a zanechal na svém místě pašu Čaban-oglu. 23. listopadu 1811 se Čaban-oglu vzdal Kutuzovovi i se svou 35tisícovou armádou s 56 děly. Ještě před touto kapitulací udělil car Kutuzovi hraběcí titul Ruského impéria. Turecko bylo donuceno k vyjednávání.
Napoleon soustředil svoje oddíly k ruským hranicím a spoléhal na to, že díky smlouvě se sultánem, kterou uzavřel na jaře 1812, budou ruské síly zadržovány na jihu. Ale 16. května 1812 uzavřel Kutuzov v Bukurešti mír, na základě kterého se Besarábie i s částí Moldávie staly součástí Ruského impéria (Bukurešťský mír). To bylo velké vojenské i diplomatické vítězství, které vychýlilo strategickou rovnováhu před začátkem Vlastenecké války (1812) ve prospěch Ruska. Po uzavření mírů převzal velení Dunajské armády admirál Čičagov a do Petrohradu odvolaný Kutuzov zůstal na nějaký čas mimo centrum dění.

### Vlastenecká válka (1812)

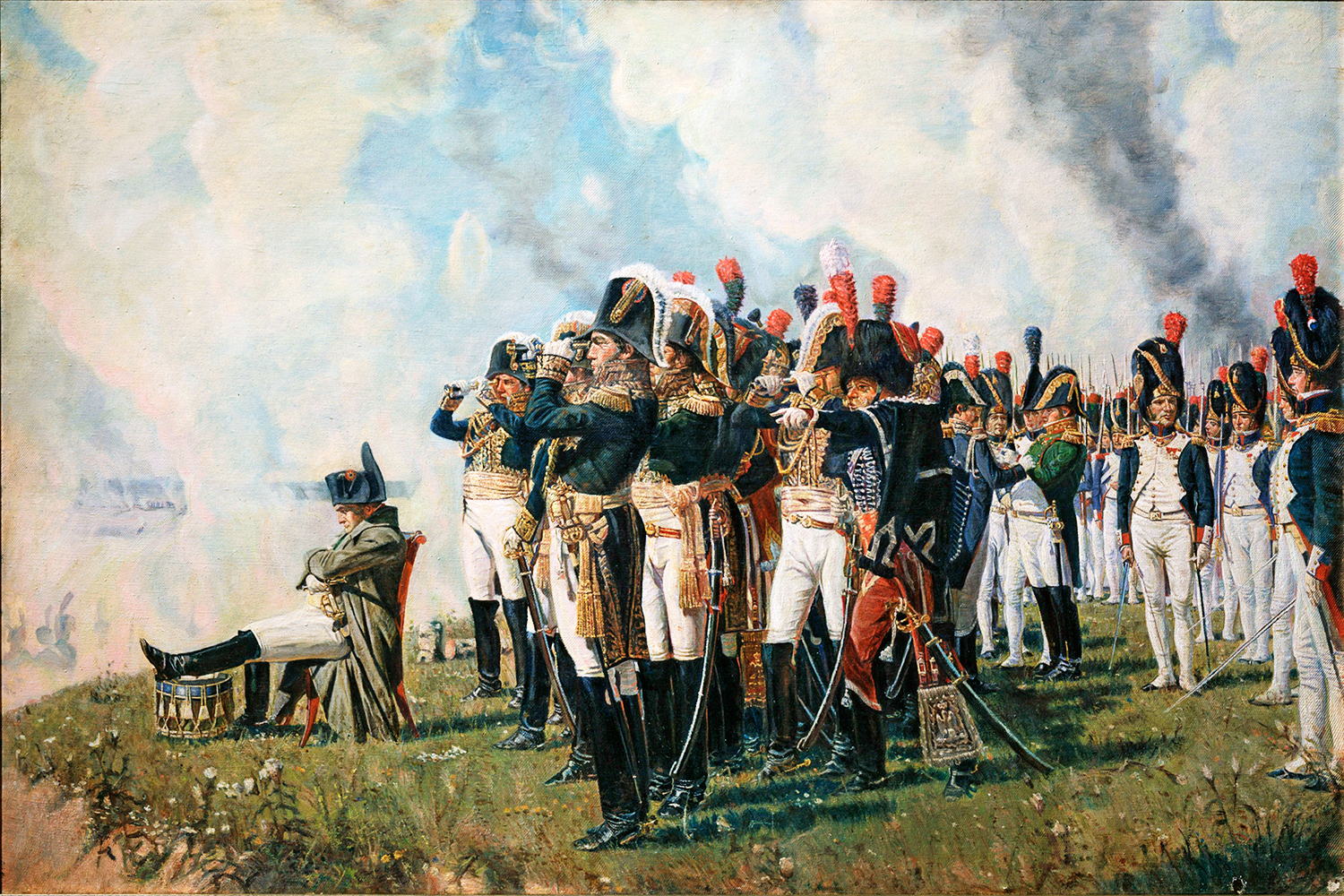
Napoleon u Borodina
Vasilij Věreščagin, 1897

V noci 24. června se Napoleon se svou Velkou armádou začal přepravovat přes Němen, což byl počátek jeho Ruského tažení neboli Vlastenecké války (1812).
V červnu 1812 byl generál Kutuzov jmenován náčelníkem Petěrburské а poté Moskevské domobrany. V počáteční etapě Vlastenecké války ustupovaly 1. a 2. západní ruská armáda pod náporem sil Napoleona. Neúspěšný průběh války donutil šlechtu požadovat jmenování velitele, který by měl důvěru ruského obyvatelstva.
Ještě před vyklizením Smolenskа ruskými vojsky byl po třídenním váhání car Alexandr I. nucen jmenovat svého po bitvě u Slavkova neoblíbeného generála pěchoty Kutuzova vrchním velitelem všech ruských armád a domobrany. 10. srpna car udělil Kutuzovovi titul Nejjasnější kníže. Jmenování Kutuzova vyvolalo vlastenecké nadšení v armádě i u lidu. Sám Kutuzov, stejně jako v roce 1805, nebyl odhodlán k rozhodné bitvě s Napoleonem. Podle jednoho ze svědectví se o metodách, kterými bude postupovat proti Francouzům, vyjádřil takto: „My Napoleona neporazíme. My ho obelstíme.“
Dne 29. srpna převzal Kutuzov v dědině Carevo Zajmišče ve Smolenské gubernii armádu od generála Barclay de Tolly. Velká přesila protivníka a nedostatek rezerv ho však donutily ustupovat do vnitrozemí a pokračovat tak ve strategii svého předchůdce. Ale další ústup znamenal vydání Moskvy bez boje, což bylo nepřípustné jak politicky, tak i morálně. Po získání nevelkých rezerv se tedy Kutuzov rozhodl pro čelní střet s Francouzi, první a jedinou masovou bitvu ve Vlastenecké válce – bitvu u Borodina.

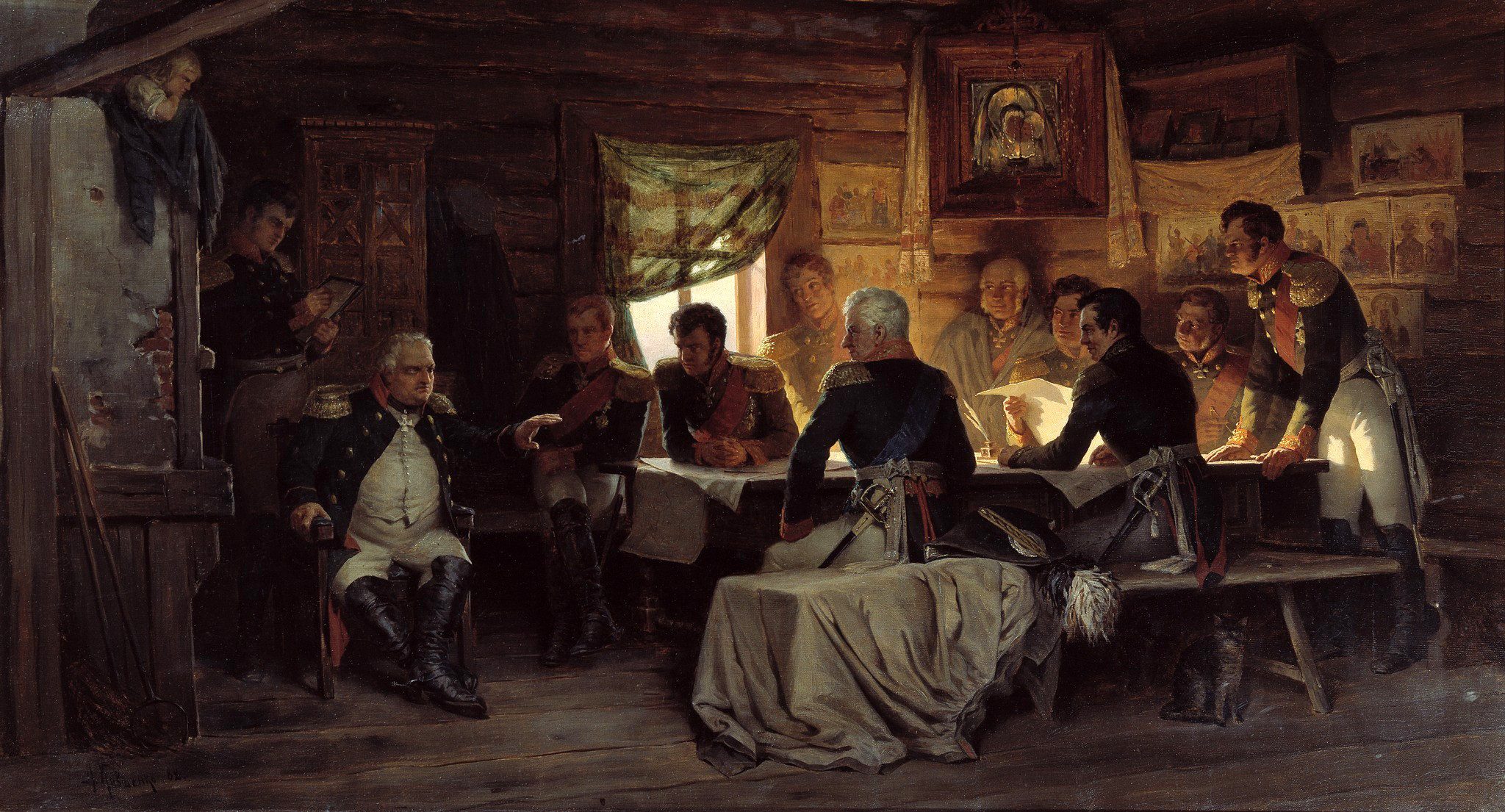
Vojenská rada ve Fili
A. Kivšenko, 1889

Bitva u Borodina, jedna z největších bitev epochy napoleonských válek, proběhla 7. září 1812. Za den bojů ruská armáda způsobila Francouzům těžké ztráty, ale sama podle předběžných odhadů ztratila k večeru téhož dne téměř polovinu mužstva své regulární armády. Rovnováha sil se viditelně nakláněla v neprospěch Rusů. Kutuzov se tedy rozhodl ustoupit z pozic u Borodina a poté, po poradě v osadě Fili (dnes část Moskvy), vyklidil Moskvu. Ruská armáda si přesto vedla u Borodina důstojně, za což Kutuzov 11. září obdržel hodnost generál - polní maršál.
Po opuštění pozic před evakuovanou Moskvou se ruská armáda stáhla po Rjazaňské cestě na jihozápad od města. Pak ale skrytě odbočila na Tulskou a Kalužskou cestu do blízkosti vsi Tarutino. Rozmístěním svých armád jižně a na jihozápad od Napoleona znemožnil Kutuzov Francouzům cestu do jižních částí země a současně kontroloval jejich zásobovací linie od Smolenska. Další jednotky kontrolovaly území severně od Moskvy směrem na Tver a Jaroslavl a na východ směrem na Nižnij Novgorod. Ruská vojska začala s protiútoky, které Kutuzov organizoval tak, aby Francouzi byli z boků napadáni oddíly regulární armády a partyzánů. Přitom se Rusové vyhýbali čelnímu střetu s velkými skupinami vojsk.
Francouzi se snažili zjistit, kde je Kutuzov. Když Napoleon zjistil, kde se nachází, pokusil se s ním neúspěšně vyjednat mír. Dne 18. října došlo k bitvě u Tarutina (s Muratovým předvojem). Rusové zde vyhráli. Dne 24. října se střetla ruská a francouzská vojska u Malojaroslavce. Napoleon byl Kutuzovem poražen. Bitva u Malojaroslavce se stala bodem obratu ve Vlastenecké válce neboť Napoleon od té doby už jen ustupoval. Kutuzov Napoleona pronásledoval. Dne 3. listopadu generál Miloradovič porazil Davoutův sbor v desetihodinové bitvě u Vjazmy. Bitvy se zúčastnilo asi 25 000 Rusů a 37 000 Francouzů. Tato bitva uspíšila morální rozklad Napoleonovy Velké armády. Navíc byl Napoleon ohrožován útoky partyzánů. Dne 16. listopadu Kutuzov napadl Francouze u Krasného. V třídenní bitvě byl zničen Neyův sbor, který Napoleon nechal napospas Rusům. U Krasného zahynulo 6 000 Francouzů a 26 000 jich bylo zajato. Její následky vedly k tomu, že se důvěra k Napoleonovi výrazně zmenšila. Ruská vojska byla přeformována a došlo k vzniku nových oddílů. Dne 22. listopadu byl navíc Napoleon se zbylými 40 000 muži obklíčen u Bereziny. Vinou neposlušného admirála Čičagova Napoleon mohl vybudovat přes Berezinu dva mosty a začít s přepravou, ovšem Rusové nakonec Napoleona napadli na obou březích. Ten nakonec unikl jen s 9 000 muži. Kutuzov dne 22. prosince ve Vilniusu oznámil: „Válka skončila úplným vyhlazením nepřítele.“
Kutuzov se rozhodl pronásledovat Napoleona i za hranicemi. Ovšem ruská armáda měla v té době problémy se zásobováním. Proto Kutuzov nařídil krátký odpočinek většině armád. Wittgensteinova a Čičagovova vojska dostala rozkaz neúnavně pronásledovat Francouze ustupující k Němenu a Mackdonaldův a Schwarzenbergův sbor, které se tam už stáhly. Rusové brzy začali ofenzívu na třech směrech: Královec, Płock a Varšava. Na Královec byl hlavní, zde Rusové dosáhli velkých úspěchů. Obsadili velká území a znemožnili Napoleonovi aby využil zdejšího lidského a materiálního potenciálu a navíc přesvědčili Prusko, aby se přidalo k protinapoleonské koalici. Bojovalo zde asi 60 000 Rusů a velitel zde byl P. V. Čičagov. Na Varšavu zase vedlo 13 000 Rusů vedených M. A. Miloradovičem. A na Płock postupovala hlavní armáda která měla za úkol případně podpořit síly útočící na Varšavu či na Královec. Ve východním Prusku útočily tři skupiny vojsk. Nejsilnější uskupení mělo 33 000 mužů. 30. prosince 1812 přešel generál Yorck na stranu Ruska. Brzy poté byl u Libavy poražen Mackdonaldův sbor generálem Šepelevem. Jacques MacDonald se po bitvě u Libavi stáhl do Královce, přičemž byl vytrvale pronásledován a po krátkém boji Rusové Královec dobyli. V prvních lednových dnech Rusové obsadili Elbing, Marienburg a Marienwerder. V této době hlavní armáda překročila Němen a 24. ledna dosáhla Visly a obsadila Płock.
7. února obsadili Rusové Varšavu a v polovině měsíce dosáhli Odry. Kutuzov chtěl dobýt Berlín ve dvou směrech. Ze severu a jihu. Plán nemohl uskutečnit neboť pruští generálové Yorck a Bülow odmítli účast na dobytí Berlína. Poté zvyšoval Kutuzov početní stav armády. 28. února se Prusko přidalo k protinapoleonské koalici. Okamžitě poté se generál Scharnhorst postavil do čela Osvobozeneckého hnutí. Brzy došlo k navázání přátelství Kutuzova a Scharnhorsta kteří se setkali v Kališi. Na jaře Rusové dobyli Berlín. 19. března padl Hamburk. V polovině dubna byly hlavní síly soustředěny za Labem. Kutuzov 17. dubna odjel z Hainau, ale 18. dubna se musel ze zdravotních důvodů (nastydl za sychravého počasí při jízdě na koni) zastavit v Boleslawci ve Slezsku. Přes těžkou nemoc i nadále velel armádě.
M. I. Kutuzov zemřel 28. dubna v 21 hodin a 35 minut v Boleslawci. Jeho tělo bylo nabalzamováno a odesláno k pohřbení do Petrohradu, jeho srdce pohřbili přímo ve slezské Boleslawci.

## Rodina

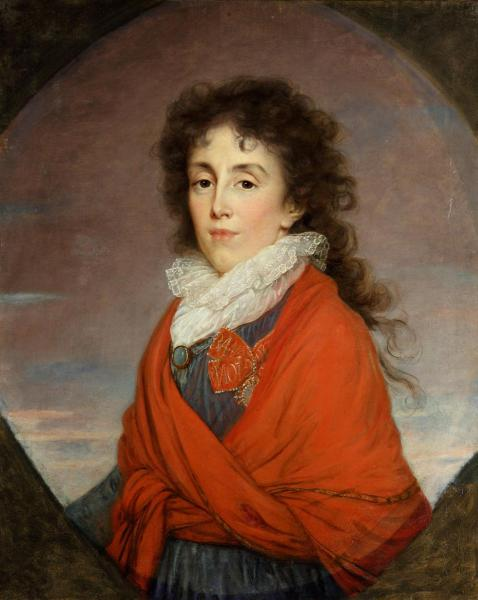
Portrét manželky, Kateřiny Iljičny Goleniščev-Kutuzové, 1795

Šlechtický rod Goleniščev-Kutuzových odvozuje svůj původ od jistého Gavrily, který se v době Alexandra Něvského (polovina 13. stol.) usadil v oblasti Novgorodu. Mezi jeho potomky v 15. stol. byl Fedor zvaný Kutuz, který měl příbuzného Vasilije zvaného Golenišče. Synové Vasilije sloužící v carské službě začali používat přízvisko Goleniščev-Kutuzov. Děd M. I. Kutuzova dosáhl ještě pouze hodnosti kapitána, jeho otec byl již generálporučík a samotný Michail Illarionovič Kutuzov získal dědičný knížecí titul.
Kutuzovova manželka, Kateřina Iljična (1754–1824), byla dcerou generálporučíka Ilji Aleksandroviče Bibikova, syna velmože z období Kateřiny Veliké. Kateřina se provdala za 31letého plukovníka Kutuzova v roce 1778 a ve šťastném manželství mu porodila pět dcer (jediný syn Nikolaj zemřel v mládí na neštovice).
Dcery: Praskovja, Anna, Alžběta, Kateřina a Darja. Dvěma z nich (Líze a Kátě) první manželé padli, když bojovali pod velením Kutuzova. Protože Kutuzov nezanechal potomky v mužské linii, rodinné příjmení Goleniščev-Kutuzov převzal roku 1859 jeho vnuk – generálmajor P. M. Tolstoj, syn Praskovji.

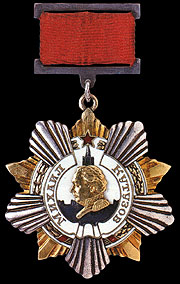
Kutuzovův řád

## Další informace
- Na počest maršála Kutuzova byl roku 1942 v SSSR zaveden Řád Kutuzova.
- Za druhé světové války po německém neúspěchu v bitvě u Kurska (červenec 1943) následovala ruská ofenziva s názvem operace Kutuzov. Cílem bylo zničení německých uskupení u Orla a Brjanska a prolomení fronty v těchto oblastech.

## Kutuzov v Českých zemích

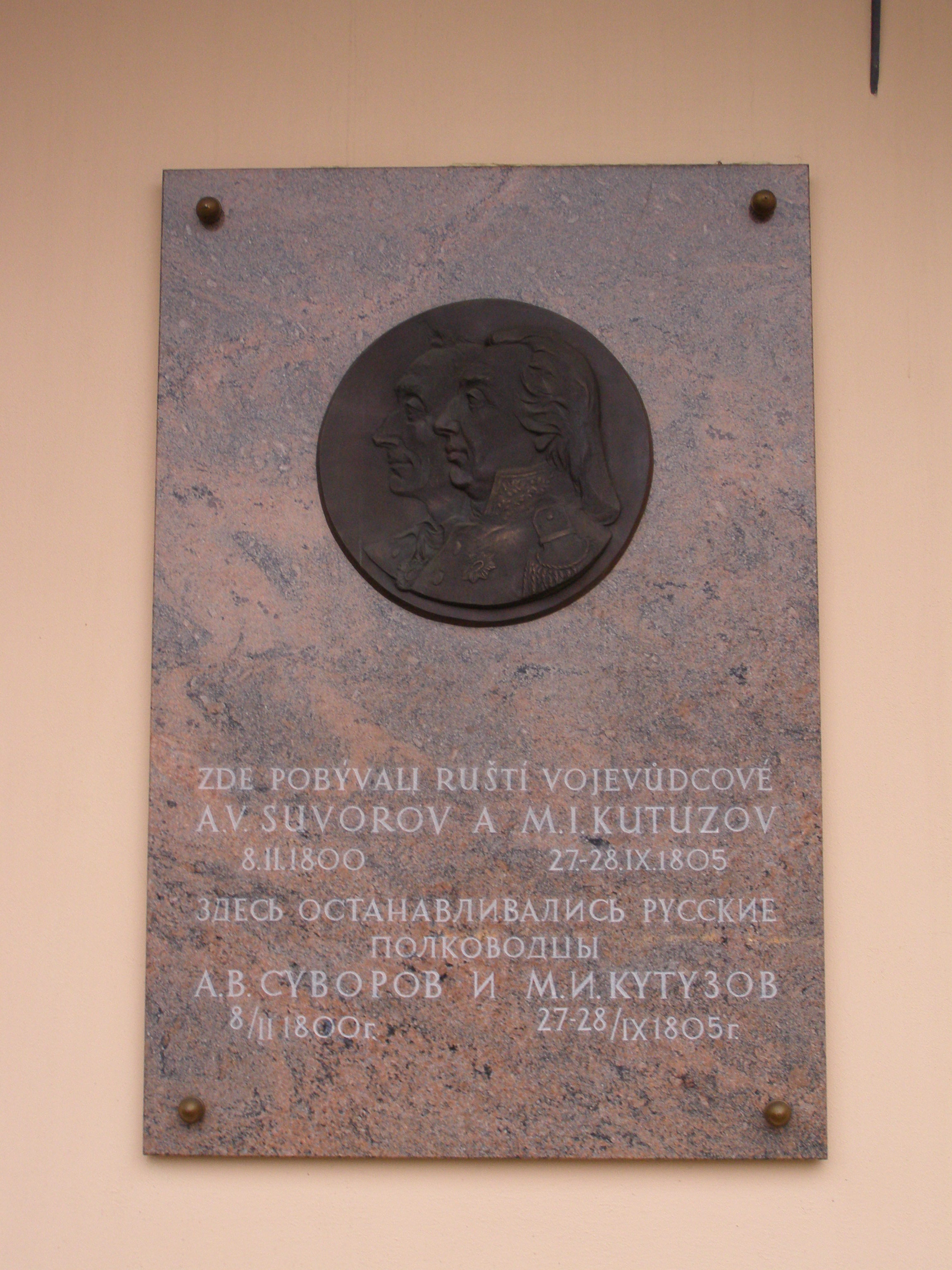
Pamětní deska připomínající pobyt Suvorova (1800) a Kutuzova (1805) v restauraci U křivého psa ve Frýdku
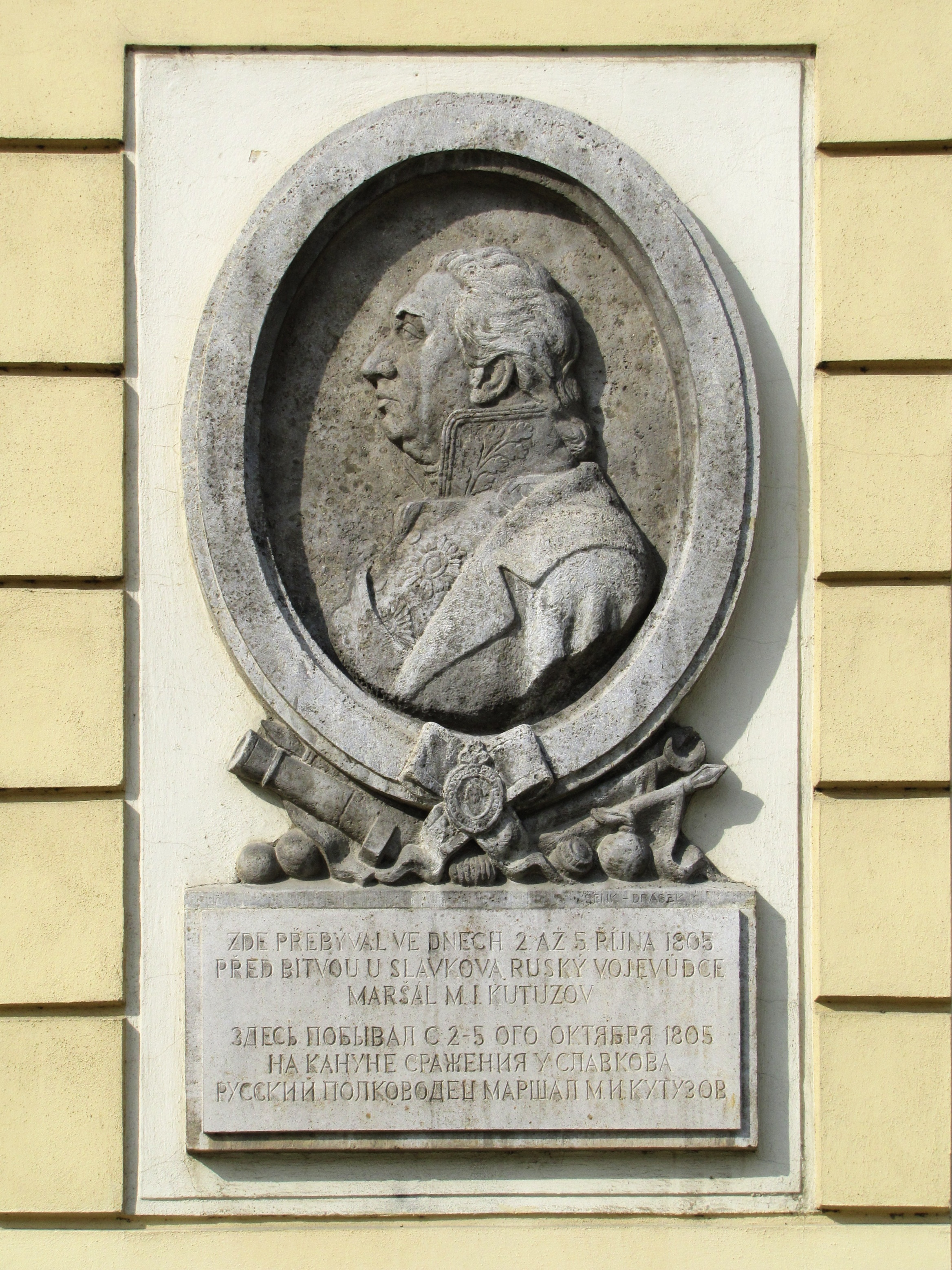
Pamětní deska na budově Moravského muzea na Zelném trhu v Brně, kde Kutuzov pobýval 2. až 5. října 1805
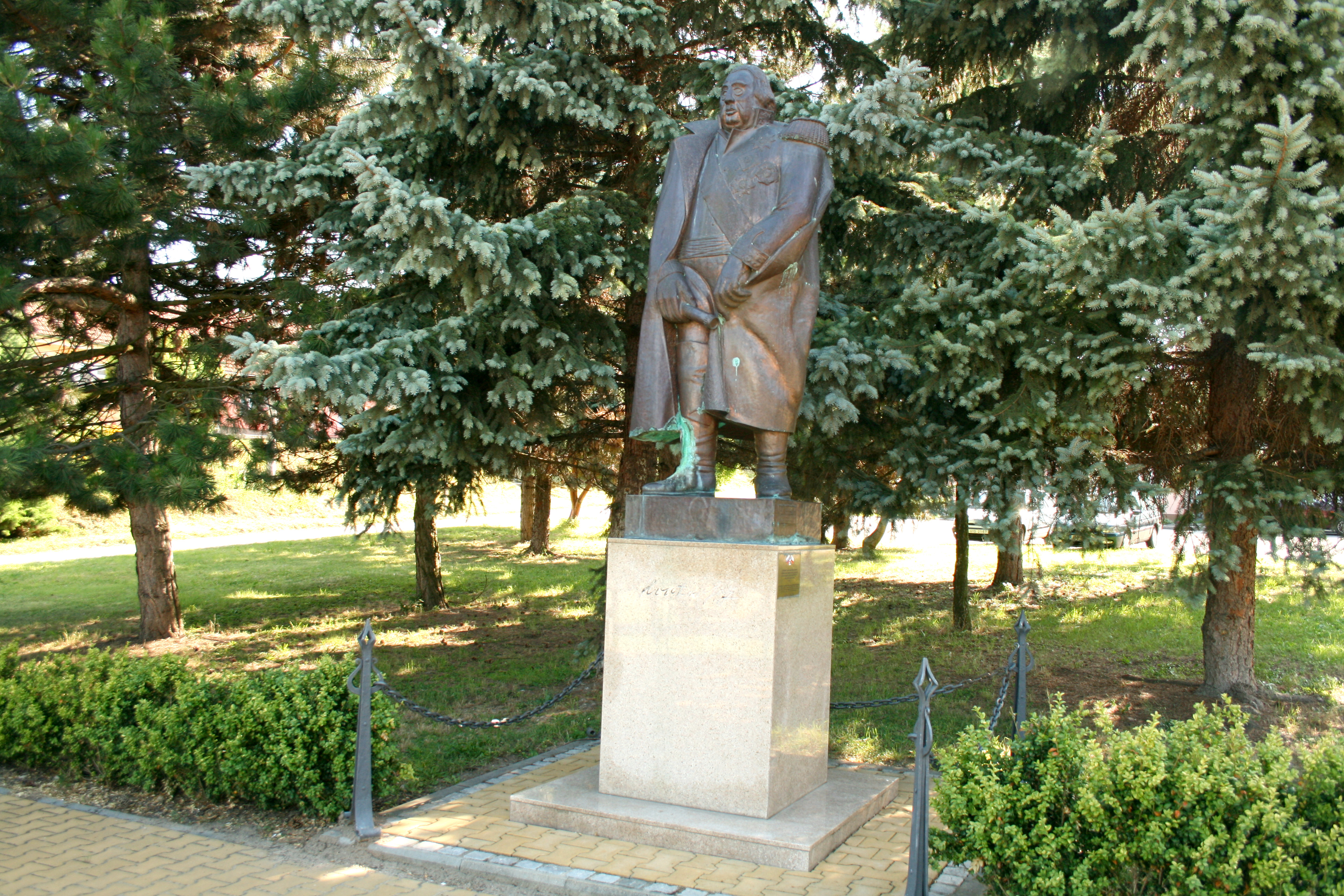
Pomník M. I. Kutuzova v Křenovicích u Slavkova. Pomník byl odhalen 4. prosince 2005 u příležitosti 200. výročí bitvy u Slavkova